# アルシノエ (小惑星)
アルシノエ (404 Arsinoe) は、小惑星帯に位置する大きなC型小惑星。
オーギュスト・シャルロワによってニースで発見され、ギリシア神話に登場するオレステスの乳母アルシノエにちなんで命名された。
2012年8月3日に日本で掩蔽が観測され、詳細な形状が求められた。